# Thane Baker
Walter Thane (Thane) Baker (Elkhart, 4 oktober 1931) is een Amerikaans voormalig atleet.

## Biografie
Baker won tijdens de Olympische Zomerspelen 1952 de zilveren medaille op de 200 meter.
Tijdens de Olympische Zomerspelen 1956 won Baker zilver op de 100 meter en brons op de 200 meter. Op de 4x100 meter werd de Amerikaanse ploeg olympisch kampioen in een wereldrecord.
Baker heeft wereldrecords gezet op de 100 meter in de leeftijdscategorieën 40-44 en 45-49.

## Titels
- Olympisch kampioen 4 x 100 m - 1956

## Persoonlijke records
| Onderdeel | Prestatie | Jaar |
| --------- | --------- | ---- |
| 100 m     | 10,2 s    | 1956 |
| 200 m     | 20,6 s    | 1956 |

## Palmares

### 100m
- 1956:  OS - 10,5 s

### 200m
- 1952:  OS - 20,8 s
- 1956:  OS - 20,9 s

### 4 x 100 m
- 1956:  OS - 39,5 s

1912: Jacobs, Macintosh, d'Arcy, Applegarth ·
1920: Paddock, Scholz, Murchison, Kirksey ·
1924: Clarke, Hussey, Leconey, Murchison ·
1928: Wykoff, Quinn, Borah, Russell ·
1932: Kiesel, Toppino, Dyer, Wykoff ·
1936: Owens, Metcalfe, Draper, Wykoff ·
1948: Ewell, Wright, Dillard, Patton ·
1952: Smith, Dillard, Remigino, Stanfield ·
1956: Murchison, King, Baker, Morrow ·
1960: Cullmann, Hary, Mahlendorf, Lauer ·
1964: Drayton, Ashworth, Stebbins, Hayes ·
1968: Greene, Pender, Smith, Hines ·
1972: Black, Taylor, Tinker, Hart ·
1976: Glance, Jones, Hampton, Riddick ·
1980: Moeravjov, Sidorov, Prokofjev, Aksinin ·
1984: Graddy, Brown, Smith, Lewis ·
1988: Bryzgin, Krylov, Moeravjov, Savin ·
1992: Marsh, Burrell, Mitchell, Lewis ·
1996: Esmie, Gilbert, Surin, Bailey ·
2000: Drummond, Williams, Lewis, Greene ·
2004: Gardener, Campbell, Devonish, Lewis-Francis ·
2008: Bledman, Burns, Callender, Thompson ·
2012: Carter, Frater, Blake, Bolt ·
2016: Powell, Blake, Ashmeade, Bolt ·
2020: Desalu, Jacobs, Patta, Tortu ·
2024: Brown, Blake, Rodney, De Grasse